# 이선옥
이선옥(李善玉, 1981년 2월 2일 ~ )은 대한민국의 필드하키 선수이며 포지션은 수비수이다. 김해시 출신이며 경주시청 소속으로 뛰었다. 2005년 혼인식을 올렸다.

## 학력
- 김해삼성초등학교 졸업
- 김해여자중학교 졸업
- 김해여자고등학교 졸업

## 경력
- 2002년 아시안 게임 여자 하키 국가대표
- 2004년 하계 올림픽 여자 하키 국가대표
- 2008년 하계 올림픽 여자 하키 국가대표
- 2010년 아시안 게임 여자 하키 국가대표
- 2012년 하계 올림픽 여자 하키 국가대표

## 수상
- 2002년 아시안 게임 여자 하키 은메달
- 2008년 국제 하키 연맹(FIH) 선정 '월드올스타' 포함
- 2010년 아시안 게임 여자 하키 은메달